# Salix salwinensis
Salix salwinensis là một loài thực vật có hoa trong họ Liễu. Loài này được Hand.-Mazz. ex Enander miêu tả khoa học đầu tiên năm 1881.